# Macrobius (kráter)

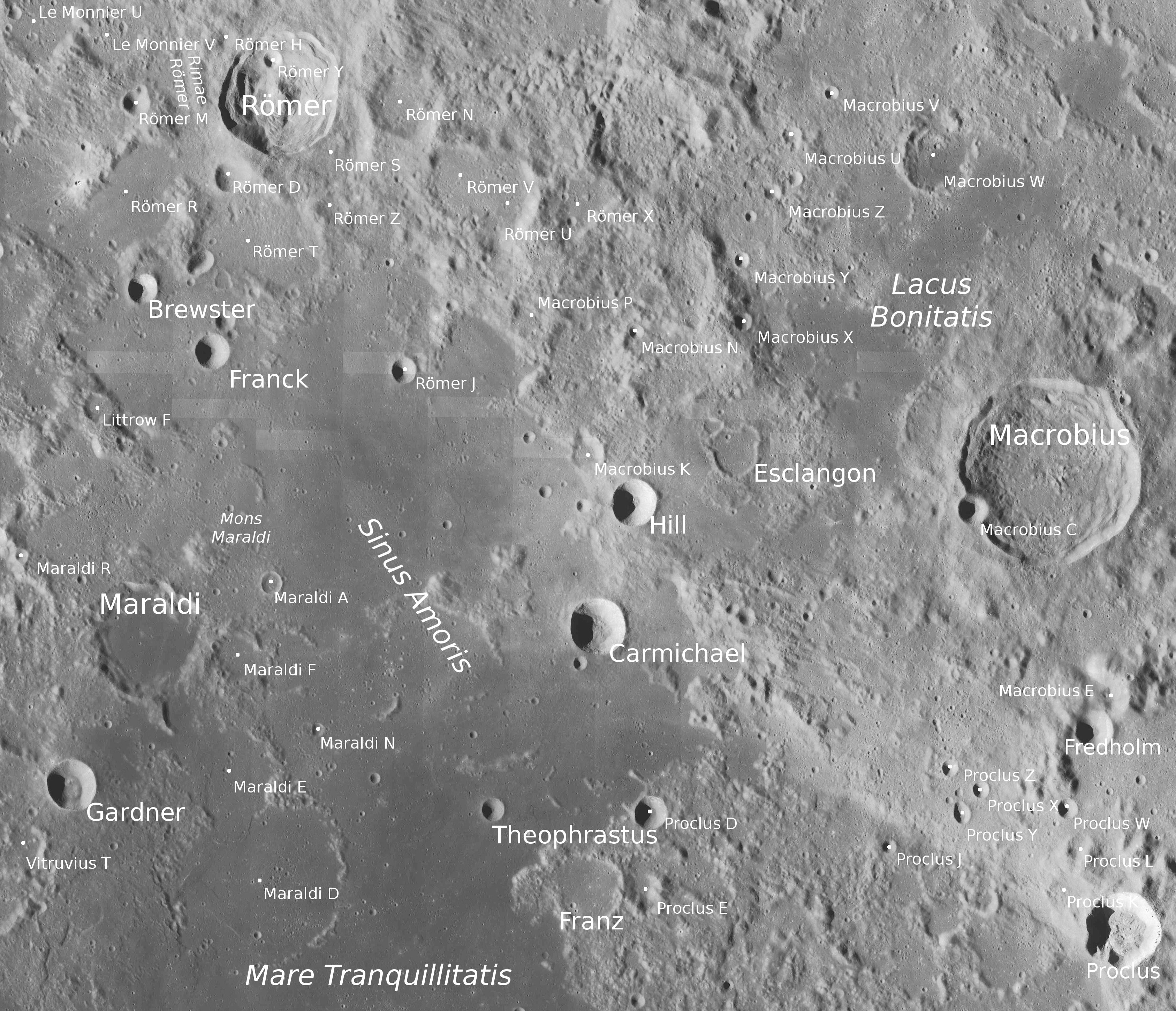
Kráter Macrobius a okolí.

Macrobius je výrazný impaktní kráter nacházející se mezi měsíčními moři Mare Crisium (Moře nepokojů na jihovýchodě) a Lacus Bonitatis (Jezero štědrosti na severozápadě) na přivrácené straně Měsíce. Má průměr 64 km, pojmenován je podle římského lingvisty a filosofa Macrobia. Má terasovité valy a centrální pahorek. Jeho jihozápadní okrajový val je narušen satelitním kráterem Macrobius C.
Východně leží menší kráter Tisserand, jižně Fredholm.

## Satelitní krátery
V okolí kráteru se nachází několik menších kráterů. Ty byly označeny podle zavedených zvyklostí jménem hlavního kráteru a velkým písmenem abecedy.
| Macrobius | Sel. šířka | Sel. délka | Průměr |
| --------- | ---------- | ---------- | ------ |
| C         | 20.8° S    | 45.0° V    | 10 km  |
| E         | 18.7° S    | 46.8° V    | 10 km  |
| F         | 22.5° S    | 48.5° V    | 11 km  |
| K         | 21.5° S    | 40.2° V    | 12 km  |
| M         | 25.0° S    | 41.0° V    | 42 km  |
| N         | 22.8° S    | 40.8° V    | 5 km   |
| P         | 23.0° S    | 39.5° V    | 18 km  |
| Q         | 20.4° S    | 47.6° V    | 9 km   |
| S         | 23.3° S    | 49.6° V    | 26 km  |
| T         | 23.8° S    | 48.6° V    | 29 km  |
| U         | 25.0° S    | 42.8° V    | 6 km   |
| V         | 25.4° S    | 43.3° V    | 5 km   |
| W         | 24.8° S    | 44.6° V    | 26 km  |
| X         | 23.0° S    | 42.2° V    | 4 km   |
| Y         | 23.6° S    | 42.2° V    | 5 km   |
| Z         | 24.3° S    | 42.6° V    | 5 km   |

Následující krátery byly přejmenovány Mezinárodní astronomickou unií:
- Macrobius A na Carmichael.
- Macrobius B na Hill.
- Macrobius D na Fredholm.
- Macrobius L na Esclangon.